# ГЕС Кеокук
ГЕС Кеокук (Keokuk) — гідроелектростанція у штаті Айова (Сполучені Штати Америки). Використовує ресурс із найбільшої річки країни Міссісіппі та, незважаючи на свою доволі малу потужність, є найбільшим гідроенергетичним об'єктом серед споруджених на цій водній артерії.
У межах проекту розвитку судноплавного ходу Міссісіпі перекрили численними греблями, котрі дозволяють підтримувати стандартну глибину на фарватері. Враховуючи невеликий підпір, лише кілька із них обладнані гідрогенеруючими потужностями, і зокрема споруда у Кеокук, відома як шлюз № 19. Тут річку перегороджує бетонна гребля висотою 16 метрів, довжиною 1400 метрів та товщиною від 9 (по гребеню) до 13 (по основі) метрів. Праворуч до основної частини прилягає машинний зал, який в свою чергу сполучений із секцією, що веде до судноплавного шлюзу. Разом всі частини споруди досягають довжини у 2700 метрів. Під час будівництва довелось провести екскавацію 0,76 млн м3 землі та скельних порід, а створений греблею підпір поширився на 97 км вверх по течії Міссісіпі.
Основне обладнання станції становлять п'ятнадцять турбін типу Френсіс загальною потужністю 124,8 МВт — шість по 7,6 МВт та дев'ять по 8,8 МВт, які використовують напір у 9,8 метра.
Видача продукції відбувається по ЛЕП, розрахованій на роботу під напругою 110 кВ.